# Acanthochondria hippoglossi
Acanthochondria hippoglossi är en kräftdjursart som beskrevs av Zbigniew Kabata 1987. Acanthochondria hippoglossi ingår i släktet Acanthochondria och familjen Chondracanthidae. Inga underarter finns listade i Catalogue of Life.